# Rechtsbeistand
Rechtsbeistand ist die Berufsbezeichnung für Personen, denen die unbeschränkte (Vollerlaubnis) oder beschränkte Erlaubnis (für bestimmte Rechtsgebiete) nach Art. 1 § 1 Rechtsberatungsgesetz (RBerG) a. F. (i. d. Gesetzesfassung vor dem 18. August 1980) erteilt worden ist.
Inhaber einer Vollerlaubnis können grundsätzlich auf allen Rechtsgebieten rechtsberatend und rechtsbesorgend tätig werden, mit Ausnahme der sich aus Art. 1 § 4 RBerG (i. d. Gesetzesfassung vor dem 1. Juli 2008 – Steuer- und Monopolsachen) und § 186 Patentanwaltsordnung (gewerbl. Rechtsschutz) ergebenden Einschränkungen. Sie können Mitglieder der Rechtsanwaltskammer werden (§ 209 BRAO) und unterliegen dann dem Berufsrecht der Rechtsanwälte. Nach dem Stand vom 1. Januar 2013 sind 290 Rechtsbeistände Mitglied in einer Rechtsanwaltskammer, sog. Kammerrechtsbeistände. Vgl. BRAK-Mitteilungen der Bundesrechtsanwaltskammer Heft 3/2013.
Inhaber einer Teilerlaubnis (z. B. für Bürgerliches Recht, Handels- und Gesellschaftsrecht etc.) können auf dem in ihrer Erlaubnisurkunde bezeichneten Rechtsgebiet bzw. -gebieten tätig sein.
Durch das Fünfte Gesetz zur Änderung der Bundesgebührenordnung für Rechtsanwälte vom 18. August 1980 (BGBl. I S. 1503) wurde der Beruf des Rechtsbeistands geschlossen und die Erlaubnismöglichkeiten nach dem RBerG auf die in Art. 1 § 1 Abs. 1 Satz 2 RBerG enumerativ aufgezählten Rechtsgebiete beschränkt. Dies ergibt sich aus Artikel 2 unter „Änderung anderer Gesetze“ im Absatz 6 des Änderungsgesetzes.
Nach dieser Berufsschließung wurden keine neuen Erlaubnisse für Rechtsbeistände erteilt. Diejenigen Rechtsbeistände, die im Besitz einer Erlaubnis waren, konnten ihre Tätigkeit aber weiter ausüben. Sie sind auch berechtigt, die Berufsbezeichnung Rechtsbeistand zu führen.
Mit dem Inkrafttreten des Gesetzes zur Neuregelung des Rechtsberatungsrechts am 1. Juli 2008 wurde das RBerG durch das Rechtsdienstleistungsgesetz (RDG) abgelöst.
Für die Alterlaubnisinhaber nach dem RBerG (nichtverkammerte Rechtsbeistände, Rentenberater, Inkassounternehmer und Rechtskundige in einem ausländischen Recht) wurde damit die in § 1 Abs. 1 des Einführungsgesetzes zum Rechtsdienstleistungsgesetz (RDGEG) bestimmte 6-Monats-Frist in Gang gesetzt, innerhalb derer sie sich im   Rechtsdienstleistungsregister registrieren lassen konnten. Der Antrag war ab dem 1. Juli 2008 bei der für die Registrierung zuständigen Stelle einzureichen. Dem Antrag auf Registrierung mussten zusätzlich die Erlaubnisurkunde/n mit etwaigen Ergänzungen im Original (§ 1 Abs. 1 S 2 RDGEG), sowie der Nachweis über die Berufshaftpflichtversicherung beigefügt werden. Inhaber einer Alterlaubnis nach Art 1 § 1 Abs. 1 Satz 2 Nr. 1, 5 und 6 des RBerG, also Rentenberater, Inkassounternehmer und Rechtskundige in einem ausländischen Recht, wurden dabei unter Angabe des Umfangs ihrer Erlaubnis als registrierte Personen nach § 10 Abs. 1 Satz 1 Nr. 1, 2, oder Nr. 3 des RDG registriert. Mit der Registrierung war stets der genaue Umfang der Rechtsdienstleistungsbefugnis aus der vorzulegenden Erlaubnisurkunde zu vermerken, da die Erlaubnisse nach dem RBerG nicht selten beschränkt sind und etwa das Inkasso oder die Rentenberatung nur in Teilbereichen ermöglichten.
Darüber hinausgehende Rechtsberatungsbefugnisse konnten gemäß § 1 Abs. 3 RDGEG ebenfalls eingetragen werden. Das ist etwa der Fall, wenn z. B. ein Inkassounternehmer auch die Erlaubnis zur außergerichtlichen oder sogar (amts-)gerichtlichen Vertretung besitzt. Rechtsbeistände tragen den Inhalt und den Umfang ihrer außergerichtlichen Rechtsdienstleitungsbefugnisse entsprechend ihrer Erlaubnisurkunde ein (§ 1 Abs. 3 RDGEG). Gerichtliche Vertretungsbefugnisse sind gemäß (§ 3 Abs. 2 Satz 2 RDGEG) zu registrieren.
Prozessagenten sind Rechtsbeistände, denen die Justizverwaltung zusätzlich die Erlaubnis zur mündlichen Verhandlung nach § 157 ZPO a.F. erteilt hat.